# Lorenzo Flennoy
Lorenzo Flennoy (* Juni 1910; † Oktober 1971) war ein US-amerikanischer Pianist des Jump Blues und des Rhythm & Blues.
Flennoy, der ein Jugendfreund von Marshall Royal war, begann seine Musikerkarriere 1931 bei Charlie Ebols & His Ebony Serenaders. Er war in den 1940er Jahren an der Westküste der Vereinigten Staaten aktiv, insbesondere mit seinem Trio in der Musikszene der Central Avenue von Los Angeles. Anfang der 1940er Jahre leitete er dort auch eine Bigband im Club Alabam, der u. a. Teddy Buckner angehörte. Seine Debütsingle legte er 1944 beim Label des Armed Forces Radio Service und bei Jubilee Records vor. Im folgenden Jahr erschienen zwei Singles bei Melodisc, die er mit dem Gitarristen Jimmy Edwards und dem Sänger Dan Grissom einspielte (My Honey Chile und der Induction Blues). Ende 1945 erhielt er einen Plattenvertrag bei Excelsior und nahm bis 1947 sieben weitere Schallplatten auf. Seine Musik fand 1946 lobende Anerkennung beim Billboard, der ihn mit dem Nat-Cole-Trio verglich.
Bei seinen letzten Plattensession wirkte der Sänger Big Joe Turner mit (Did You Ever Love a Woman). Flennoy spielte auch mit Jack McVea, Don Byas, Chico Hamilton, Bill Douglass, Buddy Collette, Charles Mingus und begleitete um 1945 die Sängerin Mabel Scott. In den 1950er Jahren betätigte er sich vorwiegend als Nachtclub-Organist in Los Angeles.